# Devin Singletary
Devin Singletary (Deerfield Beach, Florida; 3 de septiembre de 1997) es un jugador profesional estadounidense de fútbol americano, se desempeña en la posición de running back en New York Giants, en la National Football League (NFL).

## Carrera
Fue parte del plantel de Buffalo Bills durante cuatro temporadas (2019-2023), después pasó a Houston Texans (2023-2024), posteriormente se unió a New York Giants.